# Pedro III của Aragon
Pedro III của Aragon (tiếng Tây Ban Nha: Pedro III de Aragón, tiếng Aragon: Pero III d'Aragón, tiếng Catalunya: Pere III d'Aragó; khoảng  1239 – tháng 11 năm 1285) là Vua của Aragón, Vua của Valencia (với hiệu Pere I), và Bá tước xứ Barcelona (với hiệu Pere II) từ năm 1276 cho đến khi ông qua đời. Theo lời thỉnh cầu của giới lãnh đạo cuộc nổi dậy Kinh chiều Sicilia, ông đã chinh phục Vương quốc Sicilia và trở thành Vua của Sicily vào năm 1282, thúc đẩy yêu sách của vợ ông, Costanza II của Sicilia, thống nhất vương quốc với Vương quyền Aragón. Đương thời, ông được xưng tụng là Pedro Đại đế (tiếng Tây Ban Nha: Pedro el Grande, tiếng Aragon: Pero lo Gran, tiếng Catalunya: Pere el Gran).

## Cuộc sống đầu đời
Pedro III là con trai cả của Chaime I của Aragón và người vợ thứ hai của ông là Violant của Hungary. Vào ngày 13 tháng 6 năm 1262, Pedro kết hôn với Costanza II của Sicilia, con gái và là nữ thừa kế của Manfred, Vua của Sicily. Trong thời trẻ và những năm đầu trưởng thành, Pedro đã thu được rất nhiều kinh nghiệm quân sự trong các cuộc chiến tranh Reconquista chống lại người Moor của cha mình.
Vào tháng 6 năm 1275, Pedro bao vây, bắt giữ và hành quyết người anh cùng cha khác mẹ nổi loạn Fernando Sánchez de Castro tại Pomar de Cinca.
Sau cái chết của cha ông vào năm 1276, các vùng đất của Vương quyền Aragón được chia cho hai con trai. Vương quốc Aragón, Vương quốc Valencia và các bá quốc Catalan thuộc về Pedro III với tư cách là con trai cả; trong khi Vương quốc Majorca và các bá quốc Catalan ngoài dãy Pyrenees thuộc về con trai thứ hai, người trở thành Jaime I của Majorca.
Pedro III và Constanza II được tổng giám mục Tarragona làm lễ đăng quang tại Zaragoza vào tháng 11 năm 1276.